# WindowBlinds
WindowBlinds（ウィンドウブラインズ）は、米国のStardockにより開発されたソフトウェアで、Microsoft Windowsのデスクトップ環境を視覚的に変更できるカスタマイズツールである。

## 概要
2008年12月、Windows Vistaにも対応したバージョン6がサイバーフロントにより日本でも発売されたが、日本語版公式サイトは2013年においても本体バージョンの更新をしていないためWindows 7には未対応。
Stardock社の最新バージョンは8で、Windows 7と8に対応し製品単体購入であれば9.99ドルで30日試用期限のある体験版も配布している。Windows 98・Me・2000では英語版の旧バージョン(WindowBlinds Classic v4.6)が利用できるが、現在配布はされていない。
自由度の高いスキンカスタマイズツールとして人気があるが、快適な動作には高いスペックを要求される。
通常、Windowsでの標準のテーマスキン変更設定は、Windows Explorerのバーの色の変更、文字のフォントの変更のみしかできないが、WindowBlindsを適用することでWindows Explorerの背景、タイトルバーの形を変えるなどといった機能を追加することができる。ダウンロード中に表示されるアニメーションや、各ボタンのデザインなどの詳細な部分まで改造することができるのがこのソフトの特徴でもある。
また、スキンの配布を公式サイトなどで無料で行っているため、スキンをダウンロードし適用するだけで簡単に誰でもWindowsの視覚を変更できることも特徴である。姉妹ソフトのSkinStudioを使って自作することもできる。